# Landeszooverband Mecklenburg-Vorpommern
Der Landeszooverband Mecklenburg-Vorpommern ist eine Interessengemeinschaft, zu der sich ein Großteil der tiergärtnerischen Einrichtungen Mecklenburg-Vorpommerns zusammengeschlossen hat. Vorsitzender des Vereins ist (Stand 2017) der Rostocker Zoodirektor Udo Nagel. Die Einrichtung eines Landeszooverbandes ist in Deutschland singulär und ansatzweise vergleichbar mit dem Arbeitskreis der NRW-Partnerzoos, einer Initiative der zwölf wissenschaftlich geführten Zoos Nordrhein-Westfalens.

## Geschichte
Der Verein geht auf Strukturen zurück, die in der DDR angelegt wurden, insbesondere die sogenannte AG Nord, eine seit 1974 bestehende Arbeitsgemeinschaft um den Konsultationspunkt Zoo Rostock. Er unterstützte umliegende Heimattiergärten bei der Umsetzung von Standards der Tierhaltung und bei auftretenden Problemen. Die Kontakte wurden nach der Wiedervereinigung Deutschlands fortgesetzt, was 1992 zur Gründung des Verbands der tiergärtnerischen Einrichtungen Mecklenburg-Vorpommerns führte, der jedoch nur kurze Zeit bestand. Seit 1996 wurde jährlich eine Konferenz der Tiergärten Mecklenburg-Vorpommerns abgehalten, auf der über Fragen des alltäglichen Zoogeschäfts wie Fördermittel, Seuchenschutz oder Arbeitssicherheit beraten wurde.
Am 22. Juni 2001 gründete sich schließlich die Interessengemeinschaft der Tiergärten Mecklenburg-Vorpommerns, in der sich die Tiergärten des Landes an der Umsetzung der Richtlinie 1999/22/EG beteiligen konnten, der Ausarbeitung eines Landeszoogesetzes für Mecklenburg-Vorpommern. Am 30. November 2001 hatte der Verein 19 Mitglieder, darunter 15 Zoos im Sinne der EU-Richtlinie sowie drei Haustierparks. Zum 30. November 2007 änderte er seinen Namen in Landeszooverband Mecklenburg-Vorpommern.
Der Verband führt gemeinsam mit dem Umweltministerium seit 2011 jährlich einen Landeszootag in den angeschlossenen Zoos durch, bei dem Besucher Einblicke hinter die Kulissen erhalten. 2015 wurde als Bildungseinrichtung die Landeszooakademie auf der Insel Vilm ins Leben gerufen. Zur Rettung verletzt aufgefundener Wildtiere hat der Landeszooverband 2015 in Stralsund und 2016 in Greifswald eine Auffang- und Quarantänestation in Betrieb genommen.

## Mitglieder
Dem Verband gehören tiergärtnerische Einrichtungen jeglicher Art an, im Jahr 2023 die folgenden 19:
| - Tropenzoo Bansin - Tiererlebnispark Müritz Grabowhöfe - Tierpark Greifswald - Tierpark Grimmen - Naturerlebnispark Gristow - Natur- und Umweltpark Güstrow - Haustierpark Lelkendorf - Vogelpark Marlow - Tiergarten Neustrelitz - Zoo Rostock | - Tierpark Sassnitz - Zoo Schwerin - Deutsches Meeresmuseum Stralsund - Zoo Stralsund - Wildlife Usedom Trassenheide - Tierpark Ueckermünde - Müritzeum Waren (Müritz) - Tierpark Wismar - Tierpark Tannenkamp Wolgast |

### Ehemalige Mitglieder
- Tierpark Klüschenberg Burg Stargard (geschlossen 2015)
- Naturerlebnispark Mühlenhagen
- Schmetterlingsfarm Trassenheide

### Nichtinstitutionelle Mitglieder
Ehrenmitglied des Landeszooverbandes ist Michael Schneider, Direktor des Schweriner Zoos von 1990 bis 2010.